# Tor Nilsson
Tor Folke René Nilsson (ur. 20 marca 1919 w Lund, zm. 13 kwietnia 1989 tamże) – szwedzki zapaśnik. Srebrny medalista olimpijski z Londynu.
Zawody w 1948 były jego jedynymi igrzyskami olimpijskimi. Walczył w stylu klasycznym, zdobywając srebro w wadze ciężkiej, powyżej 87 kilogramów. W finale pokonał go Turek Ahmet Kireççi.